# 胡銘槃
胡銘槃，清朝政治人物。
光绪三十一年（1905年），擔任清朝廣州府南海縣知縣。后由陳柏候接任。